# راس رابرتس
راسل دیوید «راس» رابرتس (Russell David "Russ" Roberts) (زادهٔ ۱۹ سپتامبر ۱۹۵۴)، اقتصاددان، عضو پژوهشی در مؤسسه هوور دانشگاه استنفورد و رئیس منتخب کالج شلیم در اورشلیم است. او به عنوان میزبان پادکست ایکان‌تاک (EconTalk) در رساندن مفاهیم اقتصادی به زبان ساده شهرت دارد.
رابرتس خود را یکی از طرف‌داران لیبرالیسم اقتصادی کلاسیک دسته‌بندی می‌کند. او گفته است که «من به ترکیبی از دولت محدود و مسئولیت شخصی معتقد هستم. از این‌رو، من به نحوی طرف‌دار لیبرالیسم هستم، اما… این اصطلاح با خود برخی چمدان‌ها و سردرگمی‌های به همراه دارد».

## تحصیلات
رابرت مدرک لیسانس علوم مقدماتی (B.A) خود را در ۱۹۷۵ میلادی در رشته اقتصاد از دانشگاه کارولینای شمالی و مدرک دکترای تخصصی خود را در ۱۹۸۱ میلادی پس از اتمام رساله‌اش در مورد طرح برنامه‌های بازپرداخت مالیات توسط دولت تحت سرپرستی گری بکر، از دانشگاه شیکاگو به‌دست‌آورد.

## حرفه
رابرتس قبلاً در دانشگاه جرج میسون، دانشگاه واشینگتن در سنت لوئیس (جای که او رئیس و بنیان‌گذاری چیزی بود که حالا معروف به مرکز آموزش تجربی است)، دانشگاه راچستر، دانشگاه استنفورد و دانشگاه کالیفرنیا در لس آنجلس تدریس نمود. او یکی از صاحب‌نظران اصلی پیرامون موضوعات بازرگانی و اقتصادی در برنامه مارنینگ ادیشن رادیو عمومی ملی بوده و برای نیویورک تایمز و وال استریت ژورنال نوشته‌است.
رابرتس همچنین با دانلد جی. رودریوکس به نوشتن در وبلاگ کفی هایک (Cafe Hayek) در دانشگاه جرج میسون در شهرستان فرفکس، ویرجینیا می‌پردازد.
رابرتس در رابطه با موضوعات اقتصادی می‌نویسد و ویدئو نشر می‌کند که برخی آن‌ها میلیون‌ها بار بازدید می‌شوند. یکی از ویدئوهای که به‌طور گسترده دیده شده ویدئوی از رونق و رکود بترسید است، مبارزهٔ رپ میان اقتصاددانان قرن بیستم جان مینارد کینز و فریدریش فون هایک.

### کتاب‌های اقتصادی
رابرتس کتاب‌های متعددی نوشته‌است که مفاهیم اقتصادی را با روش‌های غیر مرسوم تشریح می‌کند.
در ۲۰۰۱ میلادی، او رمانی را تحت عنوان قلب نامرئی: یک رابطه عاشقانه اقتصادی منتشر کرد که به تشریح ایده‌های اقتصادی از طریق گفت‌گوی میان دو معلم خیالی در مدرسه‌ای در واشینگتن دی‌سی می‌پردازد: یکی از این معلمین، استاد اقتصاد بازار گرا است و دیگری معلم زبان انگلیسی است که محافظت دولت برای کنترل زیاده‌روی‌های نظام سرمایه‌داری لجام گسیخته را می‌خواهد.
در ۲۰۰۸ میلادی، رابرتس رمان دیگری را تحت عنوان قیمت هر چیزی: یک حکایت احتمال و شکوفایی منتشر کرد که روی تجربیات رامون فرناندز تمرکز دارد، دانشجوی دانشگاه و یک ستاره تنیس که در ایام کودکی با مادرش، هنگامی که او از کوبای فیدل کاسترو فرار کرد، به ایالات متحده آمد. همانند رمان قلب نامرئی: یک رابطه عاشقانه اقتصادی، این رمان نیز از گفتگوها میان شخصیت‌های اصلی برای تشریح مفاهیم اقتصادی بهره می‌گیرد (اما این بار به مفاهیمی چون سیستم قیمت، نظم خودجوش و احتمال بلندبردن بیش از حد قیمت در حالات بحران می‌پردازد).
در ۲۰۱۴ میلادی، رابرتس در کتاب خود، آدام اسمیت چگونه می‌تواند زندگی شما را تغییر دهد: یک راهنمایی غیرمنتظره برای ماهیت و خوشحالی انسان، یک نگرش غیر معمول از آدام اسمیت پیشکش کرد. این کتاب کار مشهور ۱۷۷۶ اسمیت، ثروت ملل، را به بحث نمی‌گیرد؛ بلکه کار اولیه ۱۷۵۹ اسمیت در مورد اقتصاد رفتاری، نظریه عواطف اخلاقی را به بررسی می‌گیرد.

### مواضع سیاسی
رابرتس معمولاً با اقتصاد کینزی – به‌ویژه مصرف انگیزشی – مخالف است و می‌گوید که «از نظر منطقی این استدلال بسیار مشکل است که مصارف غیرعقلانی راهی برای ثروت‌مند شدن باشد». در اکتبر ۲۰۱۱، او یک گفتگوی سرزنده و دوامدار را با برنده جایزه نوبل، پل کروگمن در مورد اثربخشی سیاست‌های کینزی آغاز نموده و اظهار داشت که «کروگمن یک کینزی است چون او دولت بزرگ‌تر می‌خواهد. من یک ضد-کینزی هستم چون من یک دولت کوچک‌تر می‌خواهم». کروگمن این جمله وی را در پاسخ خود نقل قول کرده و بعداً گفت که «هدف از اقتصاد کینزی ترویج دولت بزرگ‌تر نیست و هرگز نبوده‌است» و همچنین افزود که «شما اقتصاددانان محافظه‌کار را خواهید یافت که به‌طور گسترده نظریات کینزی در مورد سیاست تثبیت را ترویج می‌کنند». در پست‌های بعدی، این دو اقتصاددان روی مسائل زیادی باهم اختلاف عقیده داشتند، اما هیچ‌کدام با یک ایده مرکزی مخالف نبودند: کروگمن از این‌که یک کینزی پنداشته می‌شود، خوشحال بود و رابرتس از این‌که یک کینزی محسوب نمی‌شد.
رابرتس از آن‌های که سیاست عمومی را می‌سازند و اقتصاددان‌های که به آن‌ها مشورت می‌دهند جداً خواسته‌است تا یافته‌های مطالعات تجربی را بیشتر مورد موشکافی قرار دهند، وی همچنین ادعاهای فرا-دقیق سیاست‌مداران مبنی بر این‌که سیاست‌های آن‌ها یک تعداد مشخص شغل و یک مقدار مشخص رشد ایجاد می‌کند را ذاتاً غیر معتبر می‌پندارد.